# Monturaqui
Koordinaten: 23° 55′ 40″ S, 68° 15′ 42″ W
Der Monturaqui-Meteoritenkrater in Nord-Chile ist ein einfacher, schüsselförmiger Einschlagskrater mit rund 360 m Durchmesser und 34 m Tiefe, der vor 500.000 bis 780.000 Jahren durch einen Eisenmeteoriten verursacht wurde.

## Lage und Umgebung
Der Monturaqui-Meteoritenkrater befindet sich in der Atacamawüste in Nord-Chile, in der Kommune San Pedro de Atacama. Er liegt bei 23° 56′ S, 68° 16′ W in 3015 m Höhe, 20 km südlich vom Salar de Atacama, in einer extrem trockenen, vegetationslosen Zone.
Er ist rund 70 km von der namensgebenden Geisterstadt Monturaqui und 35 km vom Oasendorf Peine entfernt.
Die historische Inka-Straße Qhapaq Ñan führt aus Richtung Norden von Peine über Tilomonte kommend am Krater vorbei. 900 Meter vom Kraterrand entfernt liegt die Ruine des Tambos „Tambillo El Cráter“.
In der Region gibt es einige Fundorte für Eisenmeteorite, die in den vergangenen Jahrhunderten von der einheimischen Bevölkerung als Eisenquelle genutzt wurden.
Von Wissenschaftlern wurde der Monturaqui-Meteoritenkrater erst 1962 bei der Auswertung von Luftaufnahmen der Region entdeckt.
Weitere, heute bekannte Einschlagskrater in der Nähe sind der Tujle- (23° 50′ S, 67° 57′ W), der Tilocalar- (23° 59′ S, 68° 8′ W), und der Imilac-Meteoritenkrater.

## Beschreibung
Es handelt sich um einen einfachen, subzirkularen Krater. Der Durchmesser beträgt 370 m in Ost-West-Richtung und 350 m Nord-Süd-Richtung. Bei einer mittleren Tiefe von 34 m variiert die Wandhöhe zwischen 16 m und 48 m über dem Kraterboden. In Luftaufnahmen erscheint die tiefste Zone als markanter heller Fleck abseits vom Mittelpunkt. Diese Fläche von zirka 40 m² besteht aus einer 1 bis 2 m mächtigen Schicht aus Ton und Schluff.
Der Impaktor war ein Eisenmeteorit der Klasse IIA-Hexaedrit. Durch Modellrechnungen wurde abgeschätzt, dass er einen Durchmesser von 15 m hatte. Er schlug in einem Winkel von 41° mit einer Geschwindigkeit von 17,8 km/s ein. Dabei wurde eine Energie freigesetzt die der Sprengkraft von 1,14 Megatonnen TNT-Äquivalent entspricht. Es bildete sich wahrscheinlich ein zunächst 54 m tiefer Krater. Das ausgeworfene Material wurde auf 6,7 Millionen m³ geschätzt. Die dabei aufgewirbelte Staubwolke hatte wohl einen Durchmesser von 24 km.
Eine Reihe von Altersbestimmungen ergaben, dass der Einschlag vor ungefähr 500.000 bis 780.000 Jahren stattgefunden hat.
| Krateralter    | Datierungsmethode                       |
| -------------- | --------------------------------------- |
| 590 ± 28 ka    | Thermolumineszenz-Alter                 |
| 500 bis 600 ka | 36Cl-, 26Al-Oberflächenexpositionsalter |
| 780 ka         | Remagnetisations-Alter                  |
| 663 ± 90 ka    | (U-Th)/He-Alter                         |
| 570 bis 750 ka | (U-Th)/He-Alter                         |